# Demansia papuensis
Espèce
Synonymes
- Diemenia papuensis Macleay, 1877
- Diemenia psammophis Boulenger, 1896

Demansia papuensis est une espèce de serpents de la famille des Elapidae.

## Répartition
Cette espèce se rencontre :
- en Australie dans le nord de l'Australie-Occidentale, le Territoire du Nord et le Queensland ;
- en Papouasie-Nouvelle-Guinée dans le sud de la Nouvelle-Guinée orientale.

Sa présence est incertaine en Nouvelle-Guinée occidentale en Indonésie.

## Liste des sous-espèces
Selon The Reptile Database (14 février 2014) :
- Demansia papuensis melaena Storr, 1978
- Demansia papuensis papuensis (Macleay, 1877)

## Étymologie
Son nom d'espèce, composé de papu[a] et du suffixe latin -ensis, « qui vit dans, qui habite », lui a été donné en référence à la Papouasie-Nouvelle-Guinée où cette espèce a été découverte.

## Publications originales
- Macleay, 1877 : The ophidians of the Chevert Expedition. Proceedings of the Linnean Society of New South Wales, sér. 1, vol. 2, p. 33-41 (texte intégral).
- Storr, 1978 : Whip snakes (Demansia, Elapidae) of Western Australia. Records of the Western Australian Museum, vol. 6, no 3, p. 287-301 (texte intégral).